# Erwin Heinrich Bauer
Erwin Heinrich Bauer (Pseudonyme: Lynkeus, Cassandra, Junius redivivus, Isidor Feilchenfeld; * 9. Januarjul. / 21. Januar 1857greg. in Techelfer, Dorpat, Livland; † 9. Dezember 1901 in Annaberg, Sachsen, Deutschland) war ein deutschbaltischer Schriftsteller und Journalist, der mit Übersetzungen russischer Literatur und eigenen literarischen Arbeiten auftrat, vor allem aber als politischer Publizist des deutsch-nationalen und antisemitischen Spektrums Bedeutung erlangte.

## Leben
Bauers Vater Theodor war zunächst Generalbevollmächtigter des Barons von Wulf und Verwalter von dessen Gütern. Er übernahm 1862 in eigener Regie das Gut Sauck bei Pernau in Erbpacht. Der Sohn besuchte das Gymnasium in Pernau, studierte 1875–1878 Geschichte und slawische Sprachen an der Kaiserlichen Universität Dorpat und 1878–1880 mit einem Stipendium der Estländischen Ritterschaft russische Sprache, Literatur und Geschichte an der Universität Moskau. Im August 1880 kehrte er nach Dorpat zurück, legte dort das Gradual-Examen (Staatsexamen) ab und trat eine Stelle als Russischlehrer an der Ritter- und Domschule zu Reval an. Ein Jahr später wurde er in Dorpat mit einer Dissertation über Die Wahl Michail Feodorowitsch Romanows zum Zaren von Rußland promoviert, gleichzeitig bestand er das Examen zum Oberlehrer.
Nach ersten pseudonymen Veröffentlichungen im Revaler Beobachter trat er 1883 der Redaktion der Revalschen Zeitung bei und gab seine Lehrerstellung auf. 1884 gründete er die Nordische Rundschau, die er bis Juli 1885 leitete und von Christoph Mickwitz (1885–1886) und Georg von Falck (1887–1888) fortgeführt wurde. 1885 siedelte er nach Deutschland um und wurde Redakteur des Hamburger Korrespondent, als dessen politischer Redakteur er 1896 nach Berlin ging, um dort bis 1889 das dortige Redaktionsbüro zu leiten. Im Oktober 1890 gründete er die anfangs von Hans Lüstenöder verlegte Monatsschrift Das zwanzigste Jahrhundert, die er von Oktober 1890 bis März 1893 leitete, und deren Leitung in der Folgezeit nach der Rückkehr zu Lüstenöder Friedrich Lienhard (1893/94) und Heinrich Mann (1895–1896) übernahmen.
Im November 1890 übersiedelte Bauer nach Jena und 1891 schließlich nach Leipzig. Dort wurde er zum 1. Juli 1891 zunächst Chefredakteur des Leipziger Tages-Anzeigers, des Organs des von Theodor Fritsch 1884 gegründeten antisemitischen Deutsch-sozialen Reform-Vereins in Leipzig, der sich die Einschränkung der Rechte der Juden – „den schädlichen Einfluss des Hebräertums zu brechen, kurz: eine antisemitische Gesetzgebung durchzudrücken“ – zum Ziel gesetzt hatte, dies aber im Unterschied zu dem 1879 von Alexander Pinkert in Dresden gegründeten Deutschen Reformverein nicht auf dem parlamentarischen Weg der Gründung einer antisemitischen Partei, sondern auf dem Weg einer ideologischen Durchdringung aller politischen Parteien, Konfessionen und Schichten der Gesellschaft anstrebte.
Die Berufung Bauers erfolgte im Zusammenhang mit dem Erwerb des bis dahin von Fritzsch verlegten Tages-Anzeigers durch William Wauer und der Umfirmierung unter dem Namen Neue Deutsche Zeitung. 1892 erwarb Bauer das Blatt und gab es in einem neugegründeten eigenen Verlag heraus, in den er auch Das Zwanzigste Jahrhundert übernahm. Bauer beteiligte sich in dieser Zeit maßgeblich an der antisemitischen Hetze der Xantener Ritualmordvorwürfe und an den publizistischen Angriffen gegen Gerson von Bleichröder aus Anlass von dessen Prozessen gegen eine frühere Geliebte. In der Affäre Carl Paasch, eines deutschen Geschäftsmannes in China, der sich vom dortigen Botschafter geschäftlich betrogen glaubte und die Erfolglosigkeit seiner Demarchen bei der Deutschen Regierung in mehreren Publikationen als Werk einer jüdischen Verschwörung anprangern wollte, engagierte Bauer sich publizistisch so sehr, dass er sich im September 1892 wegen Beleidigungsklagen des Reichskanzlers Leo von Caprivi und des preußischen Finanzministers Johannes von Miquel vor Gericht verantworten musste.
1893 gehörte Bauer zeitweise dem sächsischen Landesvorstand der Deutsch-sozialen Partei an, überwarf sich mit dieser aber, weil ihm vorgeworfen wurde, dass er sich im Wahlkampf stattdessen für die konkurrierende Deutschkonservative Partei eingesetzt und hierfür finanzielle Unterstützung für seinen in Schwierigkeiten geratenen Verlag empfangen habe. Wohl aufgrund dieser finanziellen Schwierigkeiten hatte er bereits im Frühjahr 1893 die Rechte für Das Zwanzigste Jahrhundert an den Berliner Verlag Hans Lüstenöder zurückgegeben. Als Folge des Zerwürfnisses mit den Deutsch-sozialen trat Bauer aus der Partei aus; zum 31. Januar 1894 stellte auch seine Neue Deutsche Zeitung ihr Erscheinen ein.
1894 gab er noch einmal für einige Monate die Wochenschrift Neuland heraus und lebte dann als freier Autor in Leipzig, bis er 1900 nach Annaberg übersiedelte und dort die Redaktion des Annaberger Wochenblatts übernahm.

## Schriften
Erzählungen
- Einfache Geschichten. Novellen. B. Elischer Nachfolger, Leipzig 1891.
- Der Selbstmord des Lieutenants von Mergenthin. Novelle. 2. Aufl. Ludwig Hamann, Leipzig 1896.

Romane
- Aus dem Zarenlande. Gestalten und Geschichten; Roman. Deubner, Berlin 1887.
- Um die Zarenkrone. Roman. B. Elischer Nachfolger, Leipzig 1901 (früherer Titel: Aut Caesar, aut Nihil! Geschichtlicher Roman aus dem zeitgenössischen Rußland).

Theaterstücke
- Paragraph 263. Lustspiel in vier Akten. Entsch Verlag, Berlin 1888.
- Der Sohn des Kommerzienraths. Lustspiel in fünf Akten. 2. Ausg. Verlag Hans Lüstenöder, Berlin 1889.
- Der Übel Größtes. Lustspiel. ohne Ortsang. 1896.

Sachbücher
- Am Rande des Abgrunds. Wider Socialdemokratie und Anarchismus. Ein Mahnruf an Fürsten und Völker von Lynkeus. 4. Aufl. Elischer Verlag, Leipzig 1895.
- Aus den Tagen der Nihilistengefahr. Erinnerungen und Erlebnisse. 2. Aufl. Verlag R. Friese, Leipzig 1901.
- Caveat populus! Deutsches Volk, sei auf der Hut! Wider den „neuen Kurs“. Verlag Reinhold Werther, Leipzig 1892.
- England und das Deutsche Reich. Eine Abrechnung zur Jahrhundertwende. Leipzig 1900.
- Der Fall Bleichröder. Vortrag, gehalten am 17. September 1891 im Concerthaus Battenberg zu Leipzig. Germanicus-Verlag G. Uhl, Leipzig 1891.
- Die Gefahr im Osten. Beiträge zur neuesten Geschichte Rußlands und zur Beurteilung der russischen Politik. 2. Aufl. Verlag J. Räde, Berlin 1896.
- Graf Caprivi und die Konservativen. Ein Wort zu den Handelsvertrangsverhandlungen im Reichstage. 2. Aufl. Verlag Reinhold Werther, Leipzig 1894.
- Das literarische Berlin (1887–1892). Offenherzige Briefe an den Banquier Itzig Teiteles in Posen von Dr. Isidor Feilchenfeld. Herausgegeben von Erwin Bauer (Aus der Mischpoke, Bd. 1). 3. Aufl. Verlag Reinhold Werther, Münden in Hannover 1897 (mehr nicht erschienen).
- Naturalismus, Nihilismus, Idealismus in der russischen Dichtung. Literar-historische und kritische Streifzüge. Hans Lüstenöder Verlag, Berlin 1890
- „Our English Friends“. Eine deutsche Antwort auf englische Unverschämtheiten. Leipzig 1895.
- Russische Studenten. Ein Beitrag zur Geschichte der revolutionären Bewegung in Russland. Neuaufl. Graser, Annaberg 1906.
- Rußland am Scheidewege. Beiträge zur Kenntniß des Slavophilenthums und zur Beurtheilung seiner Politik. Richard Wilhelmi Verlag, Berlin 1888
- Der Sensationsfall Carl Paasch. Vortrag, gehalten in der am Donnerstag, dem 13. August 1891, vom Leipziger Deutsch-sozialen Reformverein einberufenen, in Leipzig abgehaltenen Volksversammlung. Leipziger Tages-Anzeiger, Leipzig 1891.
- Der Untergang der antisemitischen Parteien. Ein Mahnwort an die nationale Bewegung im Deutschen Reiche von einem alten Antisemiten. 1.–3. Aufl. G. A. Müller, Leipzig 1895.